# Bakir Izetbegović
Bakir Izetbegović (n. 28 iunie 1956, Sarajevo, Republica Socialistă Bosnia și Herțegovina, RSF Iugoslavia) este un politician bosniac. În perioada 2010-2018 a fost membrul bosniac al președinției tripartite a Bosniei-Herțegovina și este președintele Partidului Acțiunea Democratică (SDA).

## Formarea profesională
Bakir Izetbegović s-a născut la Sarajevo în 28 iunie 1956. Este fiul primului președinte al statului independent Bosnia și Herțegovina, Alija Izetbegović.
A urmat studiile primare și secundare la Sarajevo și a absolvit Facultatea de Arhitectură a Universității din Sarajevo în 1981. Din 1982 până în 1992 Izetbegović a lucrat pe post de consultant la o firmă de consultanță în arhitectură.
A fost implicat în numeroase activități sociale - a fost membru al Consiliului de administrație al clubului de fotbal FK Sarajevo, membru al consiliului de administrație al clubului de baschet „Bosna”, membru al consiliului de administrație al Societății Umanitare Musulmane „Merhamet” și membru al Consiliului Comunității Islamice din Bosnia și Herțegovina.

## Cariera politică
Tatăl său l-a angajat asistent personal pentru a-l forma ca viitor lider bosniac. Bakir Izetbegović a intrat în politică în anul 2000 și, după ce a fost deputat în două adunări regionaleă, a fost ales în Parlamentul Bosniei și Herțegovinei în 2006. În mai 2015 a devenit președinte al Partidului Acțiunea Democratică.
Din 1991 până în 2003 a ocupat funcția de director al Institutului de Construcții din cantonul Sarajevo. El a devenit adjunct al șefului grupului SDA în consiliul regional al cantonului Sarajevo în 2000, continuându-și treptat cariera politică în organisme legislative de nivel superior - în Camera Reprezentanților a Federației Bosniei și Herțegovinei din 2002 până în 2006 și în Camera Reprezentanților a Adunării Parlamentare a Bosniei și Herțegovinei din 2006 până în 2010. El a devenit, de asemenea, președintele Delegației Adunării Parlamentare a Bosniei și Herțegovinei în Adunarea Parlamentară a Consiliului Europei.
Izetbegović este membru al Partidului Acțiunea Democratică din 1990 și membru al conducerii din 2002. La alegerile generale din octombrie 2010 a fost ales de populația bosniacă în funcția de membru al Președinției Bosniei și Herțegovinei. În octombrie 2014 a fost reales în funcție. Potrivit sistemului rotativ al Președinției Bosniei și Herțegovinei, Izetbegović a deținut în patru rânduri funcția de președinte al președinției Bosniei și Herțegovinei (2012, 2014, 2016 și 2018).
În noiembrie 2017 membrul Președinției Bosniei și Herțegovinei Bakir Izetbegović a amenințat că va fi război dacă Republica Srpska optează pentru proclamarea independenței și, în același timp, a făcut declarația controversată că Bosnia și Herțegovina ar trebui să recunoască independența statului Kosovo. La 22 noiembrie 2017 a avut loc o discuție pe această temă la emisiunea TV Globalno de la postul RTV BN.

### Primul mandat de membru al președinției
La alegerile generale din 2010 Izetbegović a fost ales membrul bosniac al Președinției Bosniei și Herțegovinei. Izetbegović a ieșit primul din cei nouă candidați, cu 35% din voturi. Fahrudin Radončić a obținut 31% din voturi, iar Haris Silajdžić a câștigat 25% din voturi, iar ceilalți candidați au obținut împreună restul de 9% din voturile exprimate.

### Al doilea mandat de membru al președinției
La alegerile generale din 2014 Izetbegović a obținut 247.235 de voturi, adică 32,8% din total. El a fost urmat de Fahrudin Radončić (26,7%) și Emir Suljagić (15,1%). Alți șapte candidați au împărțit restul de 25% din voturile exprimate.

### Sfârșitul președinției
La 7 octombrie 2018 Šefik Džaferović, membru al Partidului Acțiunea Democratică al lui Izetbegović, a câștigat alegerile prezidențiale și i-a succedat lui Izetbegović ca membru bosniac al Președinției Bosniei și Herțegovinei.